# Kaare (Lääne-Nigula)
Koordinaten: 58° 50′ N, 23° 48′ O
Kaare ist ein Dorf (estnisch küla) in der Landgemeinde Lääne-Nigula (bis 2017: Landgemeinde Martna) im Kreis Lääne in Estland.
Der Ort hat nur noch drei Einwohner (Stand 31. Dezember 2011).